# Seznam slovenskih pravljičark

## Slovenske pravljičarke
Okič, Fani

## B
- Brenk, Kristina (1911-2009)

## C
- Cerar, Irena (*1970)
- Cvetek, Marija (*1948)

## Č
- Černej, Anica (*1900)
- Črv Sužnik, Mateja (*1961)

## F
- Fatur, Lea (*1865)

## D
- Dajčman, Marjeta (*1934)
- Debevc Remec, Marija (*1869)
- Dobravec, Mira (*1949)

## G
- Grassellini-Prosenc, Marjana (*1875-1960)
- Gregorič Stepančič, Marica (*1874)
- Grošelj, Marija (*1881)
- Gruden, Dora (*1900)

## H
- Hafner, Gema (*1919)
- Hintner, Albina (1872–1952) psevdonim Alba Hintner
- Hribar, Liza (1913-1996)

## J
- Jenče, Ljoba (*1960)

## K
- Kajtna, Micka
- Kmet, Marija (*1891)
- Kokalj Željeznov, Marijana (*1898)
- Koman, Manica (*1880)
- Kovač, Ana
- Koželj, Marija
- Krofta, Minka

## L
- Lešnik, Elza (Slovenska Bistrica, 27. 10. 1895  - 03. 06 1941)

## N
- Nadlišek Bartol, Marica (1867-1940)

## P
- Pahor, Špela
- Pajk, Pavlina
- Pesjak, Luiza
- Pošepl, Tereza
- Petelin, Roža Lucija (1906-1974)
- Prunk Utva, Ljudmila (1878-1947)

## S
- Sever, Sonja (1900-1995)
- Saksida, Zora (1921-2012)

## Š
- Štefan, Anja (1969)
- Štrubelj, Albina (1912-2009)

## T
- Tomažič, Tona
- Turnograjska, Josipina
- Turnograjska, Josipina (1833-1854)

## V
- Vašte, Ilka (1891-1967)

## Z
- Zlozna, Tonca